# Okres Karviná

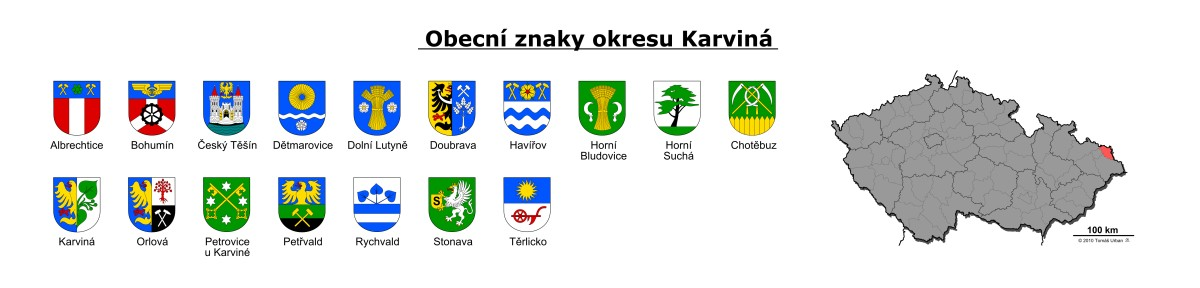
Přehled obecních znaků okresu Karviná

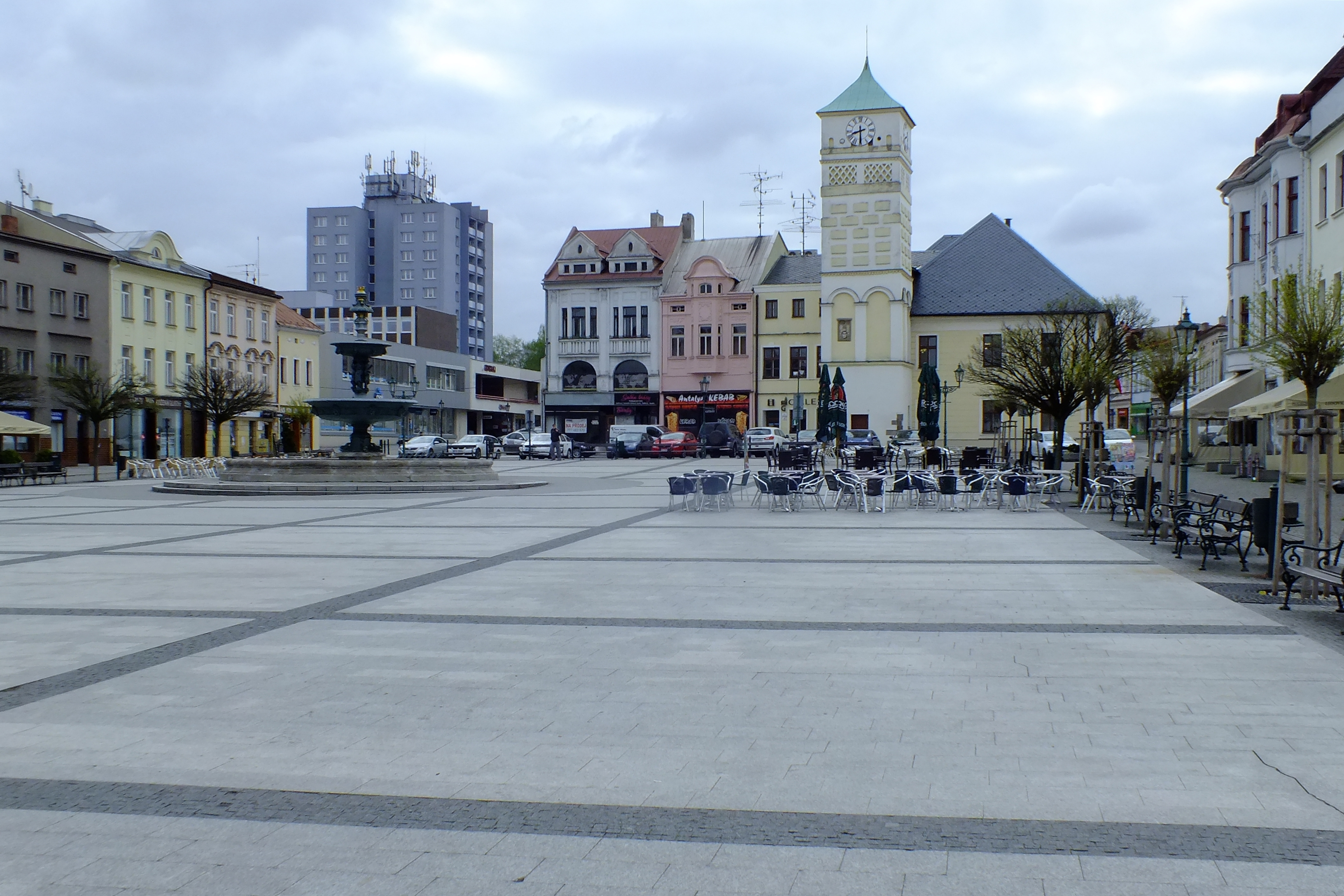
Centrum okresního města

Okres Karviná je okres v těšínské části Slezska a administrativně tvoří součást Moravskoslezského kraje. Jeho dřívějším sídlem bylo město Karviná.
Na severozápadě sousedí s okresem Opava, na západě s okresem Ostrava-město a na jihu s okresem Frýdek-Místek, všechny v Moravskoslezském kraji. Z východu a ze severu je okres vymezen státní hranicí s Polskem.

## Struktura povrchu
K 31. prosinci 2003 měl okres celkovou plochu 347,27 km², z toho:
- 50,77 % zemědělských pozemků, které z 68,82 % tvoří orná půda (34,94 % rozlohy okresu)
- 49,23 % ostatní pozemky, z toho 28,56 % lesy (14,06 % rozlohy okresu)

## Demografické údaje
Data k 30. červnu 2009:
| Popis          | Celkem  | Ženy    | Muži    |
| -------------- | ------- | ------- | ------- |
| počet obyvatel | 274 245 | 138 527 | 135 718 |

- hustota zalidnění: 770 ob./km²
- 88,93 % obyvatel žije ve městech

### Zaměstnanost
(2003)
| Počet obyvatel se stálým zaměstnáním | 39 989    |
| Průměrný plat                        | 13 967 Kč |
| Nezaměstnaných                       | 27 058    |
| Míra nezaměstnanosti                 | 20,4 %    |

### Školství
(2003)
| Druh školy               | Počet škol |
| ------------------------ | ---------- |
| Mateřské školy           | 89         |
| Základní školy           | 70         |
| Gymnázia                 | 8          |
| Střední průmyslové školy | 20         |
| Střední odborná učiliště | 10         |
| Vyšší odborné školy      | 1          |

### Zdravotnictví
(2003)
| Lékaři                          | 857 |
| Nemocnice                       | 5   |
| Specializovaná léčebná zařízení | 1   |
| Zubní lékaři                    | 123 |
| Lékárny                         | 50  |

### Zdroj
- Český statistický úřad

## Doprava

### Silniční
Okresem prochází dálnice D1 a D48. Silnice I. třídy jsou I/11, I/48, I/59 a I/67.
Silnice II. třídy jsou II/468, II/470, II/471, II/472, II/473, II/474, II/475, II/479, II/647 a II/648

### Železniční
Okresem prochází hlavní tratě Bohumín–Čadca a Dětmarovice – Petrovice u Karviné, Kandřín-Kozlí – Bohumín a Přerov–Bohumín, dále vedlejší Cieszyn – Frýdek-Místek a dále tratě využívané běžně jen pro nákladní dopravu, např. Louky nad Olší – Doubrava – Bohumín a Ostrava–Rychvald.

## Seznam obcí a jejich částí

Mapa okresu

Města jsou uvedena tučně, městyse kurzívou, části obcí malince.
Albrechtice • Bohumín (Nový Bohumín • Pudlov • Skřečoň • Starý Bohumín • Šunychl • Vrbice • Záblatí) • Český Těšín (Dolní Žukov • Horní Žukov • Koňákov • Mistřovice • Mosty • Stanislavice) • Dětmarovice (Koukolná) • Dolní Lutyně (Věřňovice) • Doubrava • Havířov (Bludovice • Dolní Datyně • Dolní Suchá • Město • Podlesí • Prostřední Suchá • Šumbark • Životice) • Horní Bludovice (Prostřední Bludovice) • Horní Suchá • Chotěbuz • Karviná (Doly • Fryštát • Hranice • Lázně Darkov • Louky • Mizerov • Nové Město • Ráj • Staré Město) • Orlová (Lazy • Lutyně • Město • Poruba) • Petrovice u Karviné (Dolní Marklovice • Prstná • Závada) • Petřvald • Rychvald • Stonava • Těrlicko (Dolní Těrlicko • Horní Těrlicko • Hradiště)
| Obec                | Typ              | Počet obyvatel (1.1.2018) | Počet obyvatel (SLDB 2001) | Přírůstek/ Úbytek | Rozloha | Hustota zalidnění |
| ------------------- | ---------------- | ------------------------- | -------------------------- | ----------------- | ------- | ----------------- |
| Albrechtice         | obec             | 3 873                     | 4 071                      | -198              | 12,68   | 305,44            |
| Bohumín             | město            | 20 761                    | 23 160                     | -2 399            | 31,02   | 669,28            |
| Český Těšín         | město            | 24 599                    | 26 309                     | -1 710            | 33,80   | 727,78            |
| Dětmarovice         | obec             | 4 227                     | 3 783                      | +444              | 13,76   | 307,19            |
| Dolní Lutyně        | obec             | 5 216                     | 4 771                      | +445              | 24,87   | 209,373           |
| Doubrava            | obec             | 1 201                     | 1 881                      | -680              | 7,77    | 154,57            |
| Havířov             | statutární město | 72 382                    | 85 502                     | -13 102           | 32,07   | 2 257,00          |
| Horní Bludovice     | obec             | 2 385                     | 1 564                      | +821              | 8,99    | 265,29            |
| Horní Suchá         | obec             | 4 464                     | 4 370                      | +94               | 9,79    | 455,98            |
| Chotěbuz            | obec             | 1 340                     | 1 033                      | +307              | 10,61   | 126,30            |
| Karviná             | statutární město | 53 552                    | 64 653                     | -11 101           | 57,49   | 931,50            |
| Orlová              | město            | 29 108                    | 34 697                     | -5 589            | 24,67   | 1 179,89          |
| Petrovice u Karviné | obec             | 5 410                     | 4 517                      | +893              | 20,46   | 264,42            |
| Petřvald            | město            | 7 189                     | 6 813                      | +276              | 12,63   | 569,20            |
| Rychvald            | město            | 7 377                     | 6 770                      | +607              | 17,02   | 433,43            |
| Stonava             | obec             | 1 851                     | 1 785                      | +66               | 13,86   | 133,55            |
| Těrlicko            | obec             | 4 246                     | 4 126                      | +80               | 24,65   | 172,25            |
| Celkem:             | -                | 249 377                   | 279 805                    | -30 428           | 356,24  | 700,03            |

## Seznam správních obvodů obcí s rozšířenou působností
Okres se skládá z pěti správních obvodů obcí s rozšířenou působností, které jsou shodné se správními obvody obcí s pověřeným úřadem:

Členění okresu

- Bohumín
- Český Těšín
- Havířov
- Karviná
- Orlová

## Řeky
- Olše
- Odra
- Lučina
- Petrůvka
- Stonávka